# Helena Zajączkowska-Kociołek
Helena Zajączkowska-Kociołek – polska niepełnosprawna pływaczka, dwukrotna mistrzyni paraolimpijska.

## Życiorys
Niepełnosprawność nabyła po przejściu choroby Heinego-Medina. Była zawodniczką klubu sportowego Start Katowice. 
Wzięła udział w Letnich Igrzyskach Paraolimpijskich 1976 w Toronto (kategoria B). Startowała w dwóch konkurencjach, wygrywając obydwie. Zdobyła złote medale w wyścigach na dystansie 100 m w stylu dowolnym i motylkowym.
Wyemigrowała do RFN.
W 2008 roku znalazła się wśród 20 sportowców uhonorowanych tablicą pamiątkową w Alei Olimpijczyków Ziemi Raciborskiej, zlokalizowanej w Raciborzu.